# Tharra flavomaculata
Tharra flavomaculata är en insektsart som beskrevs av Metcalf 1950. Tharra flavomaculata ingår i släktet Tharra och familjen dvärgstritar.

## Underarter
Arten delas in i följande underarter:
- T. f. yapicola
- T. f. ponapensis
- T. f. palauensis
- T. f. superba
- T. f. flavomaculata